# 16090 Лукашевскі
16090 Лукашевскі (16090 Lukaszewski) — астероїд головного поясу, відкритий 7 жовтня 1999 року.
Тіссеранів параметр щодо Юпітера — 3,486.